# Jean-Claude Bartoll
 (décembre 2018).
Jean-Claude Bartoll, né le 12 novembre 1962 à Barcelone est un écrivain français, scénariste BD et ancien grand reporter TV.

## Biographie
Jean-Claude Bartoll est ancien élève du Centre de formation des journalistes de la rue du Louvre à Paris (section Journaliste Reporter d'Images). Il est tout d'abord grand reporter et crée sa société de production en 1993. Avant d'utiliser ses connaissances acquises dans le journalisme pour créer des BD.
Il se lance dans la BD en 2002 avec la série Insiders, dessinée par Renaud Garreta et éditée chez Dargaud, qui traite d'une mission infiltration au sein de la mafia internationale. La série comporte 16 tomes et 2 intégrales, sur une période de 15 ans. Jessica Alba a acquis les droits d'adaptations en 2009.
Bartoll s'est concentré sur le background géopolitique mondial d'avant les attentats du 11 septembre dans la série 9/11, dessinée par Jef aux éditions 12bis (6 albums et une intégrale parue chez Glénat en 2021).
Scénariste-investigateur, Jean-Claude Bartoll s'est vu qualifier de « maître de la docu-fiction en bande dessinée » par le site Actuabd.com : « La marque de fabrique de Bartoll est sa façon de décrypter les évènements du monde en en révélant les rouages les plus secrets et les plus inavoués. » . » 
En mai 2023, il publie son premier roman Tuez Skripal ! dans la collection Espionnage  chez Gallimard.

## Œuvre
- 9/11, scénario d'Éric Corbeyran et Jean-Claude Bartoll, dessins de Jef, 12 bis

1. W.T.C. / Acte 1, 2010  (ISBN 978-2-356-48175-7)
2. Projet Bojinka, 2011  (ISBN 978-2-356-48243-3)
3. L'Enquête, 2011  (ISBN 978-2-356-48244-0)
4. Les Ambassades, 2012  (ISBN 978-2-356-48359-1)
5. Projet pour un nouveau siècle américain, 2012  (ISBN 978-2-356-48423-9)
6. W.T.C. / Acte 2, 2013  (ISBN 978-2-356-48424-6)

- L'Agence, scénario de Jean-Claude et Agnès Bartoll, dessins de Thomas Legrain, Casterman, collection Ligne rouge

1. Dossier Léda, 2006  (ISBN 2-203-39242-8)
2. Dossier Pazuzu, 2007  (ISBN 978-2-203-39250-2)
3. Dossier Machu Picchu, 2008  (ISBN 978-2-203-00783-3)
4. Dossier Vierge Noire, 2009  (ISBN 978-2-203-01670-5)
5. Le Tombeau de Paul, 2011  (ISBN 2-203-02255-8)

- Le dernier des Schoenfeld, scénario de Jean-Claude et Agnès Bartoll, dessins de Cédric Hervan, Glénat, collection Grafica

1. La Confession d'Agathe, 2009  (ISBN 978-2-7234-6134-4)
2. L'Amour de Fanny, 2012  (ISBN 978-2-7234-6943-2)

- Diamants, scénario de Jean-Claude et Agnès Bartoll, dessins de Bernard Köllé, Glénat, collection Investigations

1. Charles Van Berg, 2007  (ISBN 978-2-7234-5728-6)
2. Les Larmes du goulag, 2008  (ISBN 978-2-7234-6004-0)
3. L'Étoile du Katanga, 2010  (ISBN 978-2-7234-6870-1)
4. La Révolte de Ramat Gan, 2012  (ISBN 978-2-7234-8003-1)

- Gangs, Jungle, collection Thriller

1. Les Pink Panthers, dessins de Bane Kerac, 2012  (ISBN 978-2-8222-0128-5)
2. MS-13, dessins de Filip Andronik et Senad Mavric, 2012  (ISBN 978-2-8222-0138-4)

- Insiders, dessins de Renaud Garreta, Dargaud

Saison 1 :
1. Guérilla tchétchène, 2002  (ISBN 2-205-05372-8)
2. Opération Offshore, 2003  (ISBN 2-205-05393-0)
3. Missiles pour Islamabad, 2004  (ISBN 2-205-05556-9)[8]
4. Le Piège afghan, 2005  (ISBN 2-205-05658-1)[9]
5. O.P.A. sur le Kremlin, 2006  (ISBN 2-205-05761-8)
6. Destination goulag, 2007  (ISBN 978-2-205-05962-5)
7. Les Dragons de Pékin, 2008  (ISBN 978-2-205-06233-5)
8. Le Prince rouge, 2009  (ISBN 978-2-205-06281-6)

Saison 2 :
1. Narco business, 2012  (ISBN 978-2-205-06864-1)
2. African Connection, 2014  (ISBN 978-2-205-07150-4)
3. Death Penalty, 2018  (ISBN 978-2-205-07157-3)

- Insiders Genesis, dessins de Luc Brahy, Dargaud

1. Medellin 1991, 2011  (ISBN 978-2-205-06858-0)
2. Salsa Colombiana, 2012  (ISBN 978-2-205-06994-5)

- Mafias & Co., scénario et dessins collectifs, 12 bis et Arthème Fayard

1. Ils se sont évadés, 2008  (ISBN 978-2-356-48027-9)

- Mékong, dessins de Xavier Coyère, Dargaud

1. Or rouge, 2006  (ISBN 2-205-05490-2)
2. Piège en forêt Moï, 2007  (ISBN 978-2-205-05886-4)

- Mortelle Riviera[10], scénario de Jean-Claude et Agnès Bartoll, dessins de Thomas Legrain, Glénat, collection Bulle Noire

1. La Candidate, 2006  (ISBN 2-7234-5244-1)
2. L’Élue, 2007  (ISBN 978-2-7234-5568-8)
3. La défunte, 2008  (ISBN 978-2-7234-6201-3)

- Mossad - Opérations spéciales, dessins de  Pierpaolo Rovero, Jungle, collection Thriller

1. La Taupe de l'Élysée, 2011  (ISBN 978-2-87442-845-6)
2. L'Otage de Damas, 2012  (ISBN 978-2-87442-964-4)

- T.N.O. (Terra. Nostra. Organisation), dessins de Franck Bonnet, Glénat, collection Investigations

1. Le Triangle de la soif, 2006  (ISBN 2-7234-5476-2)
2. Ebola, 2007  (ISBN 978-2-7234-5861-0)
3. Bois de guerre, 2008  (ISBN 978-2-7234-6174-0)

- Terroriste, dessins de Pierpaolo Rovero, Glénat, collections Investigations

1. Paris : les nouvelles "années de plomb", 2008  (ISBN 978-2-7234-5871-9)
2. Naples : Un Général de l'US Air Force tué par une bombe !, 2009  (ISBN 978-2-7234-6202-0)
3. Genève : Jeu de dupes… ?, 2011  (ISBN 978-2-7234-7296-8)

- Une Tragédie grecque, dessins de Viviane Nicaise, Bamboo, collection Grand Angle

1. Deux sœurs, 2012  (ISBN 978-2-8189-0847-1)[11]
2. Trois mariages et deux enterrements, 2013  (ISBN 978-2-8189--0984-3)

- Tuez Skripal !, collection Espionnage Gallimard, Gallimard, 2023
- Paris-Damas : liaisons mortelles, 2024  (ISBN 978-2-413-06387-2)